# Yun Zhiwei
Yun Zhiwei (chinesisch 恽之玮, Pinyin Yùn Zhīwěi; * 1982 in Changzhou, Provinz Jiangsu, Volksrepublik China) ist ein chinesischer Mathematiker, der sich mit algebraischer Geometrie, Zahlentheorie und geometrischer Darstellungstheorie befasst (u. a. im Rahmen des Langlands-Programms).
Yun gewann 2000 die Goldmedaille auf der Internationalen Mathematikolympiade in Korea. Er studierte ab 2000 an der Peking-Universität mit dem Diplom-Abschluss 2004 und wurde 2009 an der Princeton University bei Robert MacPherson promoviert (Towards a Springer Theory for Global Function Fields). Als Post-Doktorand war er am Institute for Advanced Study und 2010 bis 2012 war er Moore Instructor am Massachusetts Institute of Technology. Danach ging er als Assistant Professor an die Stanford University. Im Jahr 2016 wechselte er an die Yale University.
Seine Dissertation und seine daraus nachfolgenden Arbeiten wird als bedeutender Fortschritt im Langlands-Programm gewertet. Springer-Theorie behandelt die Wirkung von Weyl-Gruppen auf den Kohomologiegruppen von bestimmten Untervarietäten von Flaggen-Mannigfaltigkeiten, den Springer-Fasern. Yun betrachtet in seiner globalen Springer-Theorie stattdessen Hitchin-Fasern (angeregt durch vorhergehende Fortschritte im Langlandsprogramm durch Gérard Laumon und Bao-Châu Ngô unter Verwendung der Hitchin-Faser).
2011 erzielte er Fortschritte beim Fundamentallemma der relativen Spurformel von Hervé Jacquet und Stephen Rallis im Langlands-Programm, das er auf kohomologische Eigenschaften der Hitchin-Faser zurückführte.
Er erzielte auch bedeutende Resultate in klassischer algebraischer Geometrie und der Theorie der Motive (Konstruktion von Motiven mit exzeptionellen Galoisgruppen). Eine Arbeit mit Ngo und Heinloth wird als wichtiger Fortschritt im geometrischen Langlandsprogramm gewertet. Mit Wei Zhang gelang ihm 2015 eine geometrische Interpretation der höheren Terme der Taylor-Reihe von L-Funktionen. Das wurde als bedeutender Fortschritt gewertet, der auch die exakte Berechnung höherer als des ersten (Gross/Zagier 1986) und zweiten Terms erlaubt und eine neue Sicht auf die Vermutung von Birch und Swinnerton-Dyer.
2012 erhielt er den SASTRA Ramanujan Prize. Für 2018 erhielt er den New Horizons in Mathematics Prize und 2019 die ICCM Medal of Mathematics in Gold.

## Schriften
Neben den in den Einzelnachweisen angegebenen Arbeiten:
- Motives with Exceptional Galois groups and the inverse Galois problem (erscheint in Inventiones Mathematicae, Arxiv)
- mit Davesh Maulik: Macdonald formula for curves with planar singularities, (erscheint in Journal für die reine und angewandte Mathematik, Arxiv)
- mit Bao-Châu Ngô, Jochen Heinloth: Kloosterman sheaves for reductive groups, Annals of Mathematics, Band 177, 2013, S. 241–310, (Abstract, Arxiv)
- mit Zhang Wei:  Shtukas and the Taylor expansion of L -functions, Annals of Mathematics, Band 186, 2018, S. 767–911